# ロマンティックな人びと
『ロマンティックな人びと』（ロマンティックなひとびと、ドイツ語: Die Romantiker）作品167は、ヨーゼフ・ランナーが作曲したウィンナ・ワルツ。

## 解説
『シェーンブルンの人びと』、『宮廷舞踏会』に並ぶランナーの代表的なワルツ作品。
1840年8月23日、デープリングの「カジノ・ツェーガーニック」で初演された。同年のシーズンの評判作となり、前年の1839年から自身が音楽監督を務めていた「金梨亭」やバーデンの「アレーナ」でも演奏された。

## ニューイヤーコンサート
ウィーンフィル・ニューイヤーコンサートへの登場は以下の通りである。
- 1963年 - ヴィリー・ボスコフスキー指揮
- 1970年 - ヴィリー・ボスコフスキー指揮
- 1977年 - ヴィリー・ボスコフスキー指揮
- 2014年 - ダニエル・バレンボイム指揮